# 黄龙乡 (广元市)
黄龙乡，是中华人民共和国四川省广元市昭化区曾经下辖的一个乡。

## 行政区划
黄龙乡撤销前下辖以下地区：
黄龙乡社区、黄金村、水磨村、太平村、明水村、陵江村、高照村、普照村和红林村。